# تيرادايلوس دي إسكويفا
بلدية تيرادايلوس دي إسكويفا (بالإسبانية: Terradillos de Esgueva)‏, هي إحدى بلديات مقاطعة برغش, التي تقع في منطقة قشتالة وليون, والتي تقع في شمال غرب إسبانيا.
يبلغ عدد سكانها 125 نسمة وفقاً لإحصائية سنة (2002).